# Ghiacciaio Kamchiya
Il Ghiacciaio Kamchiya (in lingua bulgara: ледник Камчия, lednik Kamchiya) è un ghiacciaio antartico situato nel settore orientale dell'Isola Livingston, che fa parte delle Isole Shetland Meridionali, in Antartide. 

## Caratteristiche
È situato a sud dello spartiacque tra il Canale di Drake e lo Stretto di Bransfield, a sud del Ghiacciaio Tundzha,  a ovest-sudovest del Ghiacciaio Pimpirev e a est del Ghiacciaio Verila.
Si estende su una lunghezza di 5 km in direzione est-ovest e ha un'ampiezza di 2,2 km; fluisce nella South Bay tra Ereby Point e Memorable Beach. 

## Denominazione
La denominazione è stata assegnata dalla Commissione bulgara per i toponimi antartici in riferimento al fiume Kamchiya, che scorre nella parte nordorientale della Bulgaria.

## Localizzazione
Il ghiacciaio è centrato alle coordinate 62°37′22″S 60°31′00″W.
Rilevazione topografica bulgara sulla base dei dati della spedizione Tangra 2004/05 con mappatura nel 2005, 2009 e 2017. 

## Mappe
- L.L. Ivanov et al. Antarctica: Livingston Island and Greenwich Island, South Shetland Islands. Scale 1:100000 topographic map. Sofia: Antarctic Place-names Commission of Bulgaria, 2005.
- L.L. Ivanov. Antarctica: Livingston Island and Greenwich, Robert, Snow and Smith Islands. Scale 1:120000 topographic map.  Troyan: Manfred Wörner Foundation, 2009.
- L.L. Ivanov. Antarctica: Livingston Island and Smith Island. Scale 1:100000 topographic map. Manfred Wörner Foundation, 2017. ISBN 978-619-90008-3-0